# Бахире Бедиш Морова Айдилек
Бахире Бедиш Морова Айдилек (тур. Bahire Bediş Morova Aydilek; 1897, Боснийский вилайет — 10 ноября 1965 или 10 ноября 1938, Турция) — турецкая художница и политик, одна из первых женщин-членов Великого национального собрания Турции, избранная на всеобщих выборах 1935 года.

## Биография
Бахире Бедиш Морова Айдилек родилась в Боснии и Герцеговине в 1897 году. После окончания начальной и средней школы в Болу она устроилась на работу учителем рисования в школе живописи. Морова Айдилек уволилась с этой должности в 1927 году из-за проблем со зрением, после чего работала в Республиканской народной партии (РНП) и в администрации Болу.
В 1934 она была замечена Мустафой Кемалем Ататюрком, который дал ей имя Бедиз (тур. Bediz), что переводится как «художница». Позднее оно трансформировалось в Бедиш.
8 февраля 1935 года, во время парламентских выборов, она была избрана народным депутатом от Республиканской народной партии в округе Конья. Она заседала в Комитете по таможне и монополиям Пятого парламента Турции, в который впервые в истории Турции были избраны женщины (всего 18 человек).
Во время своей работы в парламенте Морова Айдилек проявляла особое внимание к своему избирательному округу, отстаивая проекты строительства ирригационных каналов вокруг озера Бейшехир, а также связь местной железнодорожной сети с Анкарой, трудовое законодательство для крестьян, наказания за злоупотребления властью государственных чиновников и меры по защите исторического наследия.
Она умерла 10 ноября 1938 года, в один день с Ататюрком.